# Zephlebia dentata
Zephlebia dentata är en dagsländeart som först beskrevs av Eaton 1871.  Zephlebia dentata ingår i släktet Zephlebia och familjen starrdagsländor. Inga underarter finns listade i Catalogue of Life.